# 米克萊什蒂鄉 (瓦斯盧伊縣)
46°48′08″N 27°47′04″E / 46.80222°N 27.78444°E
米克萊什蒂鄉（羅馬尼亞語：Comuna Miclești, Vaslui），是羅馬尼亞的鄉份，位於該國東北部，由瓦斯盧伊縣負責管轄，面積43平方公里，海拔高度164米，2007年人口2,951，人口密度每平方公里68人。

## 友好城市
- 法國 讷耶-蓬皮埃尔